# 난부 노부오키 (1725년)

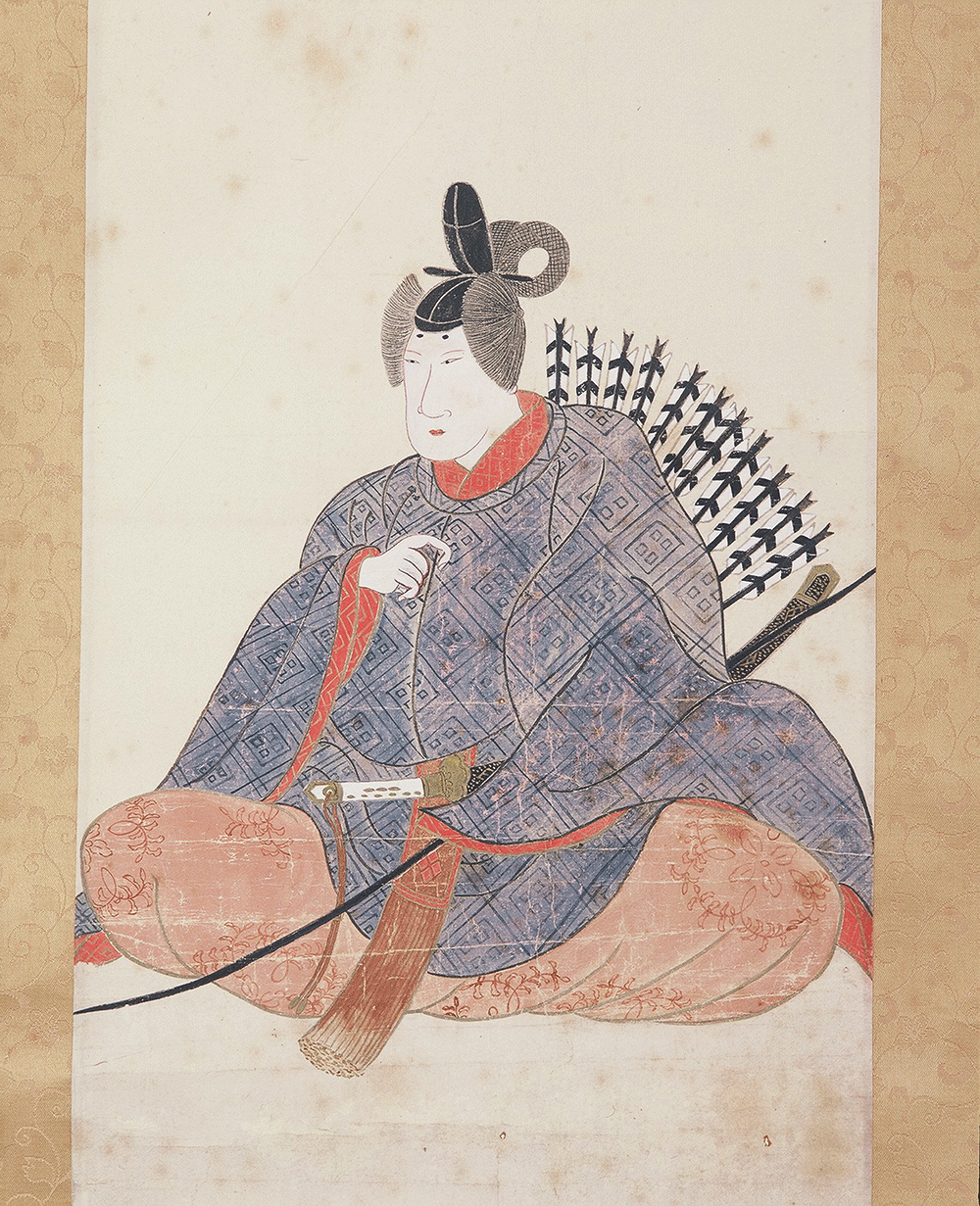
난부 노부오키

난부 노부오키(일본어: 南部信興, なんぶ のぶおき, 1725년 10월 27일 ~ 1773년 9월 29일)는 하치노헤번의 5대 번주이다. 관직은 사에몬노조(左衛門尉)이다.
1723년에 태어났다고도 한다. 4대 번주 난부 히로노부의 맏아들로 태어났다. 1741년, 아버지가 사망하면서 가독을 이었다. 1765년, 맏아들 노부요리에게 번주직을 물려주고 은거하였다. 1773년 사망하였다.
| 전임 난부 히로노부 | 제5대 하치노헤번 번주 1741년 ~ 1765년 | 후임 난부 노부요리 |